# تاقمنغيت
تاقمنغيت هي بلدة في مقاطعة كاسان في ولاية قشقداريا في أوزبكستان.